# Rhadinaea decorata
Rhadinaea decorata — вид неотруйних змій родини полозових (Colubridae). Мешкає в Мексиці, Центральній Америці і Колумбії..

## Опис
Це невелика наземна змія, яка може виростати до 35 см завдовжки.

## Поширення і екологія
Rhadinaea decorata мешкають на атлантичних схилах Мексики (на південь від Сан-Луїс-Потосі), Гватемали і Белізу (за винятком півострова Юкатан), а також на південному сході Гондурасу, в Нікарагуа, Коста-Риці і Панамі, спостерігалися в Колумбії. Вони живуть у вологих тропічних лісах, серед опалого листя, спостерігалися у вторинних заростях і на пасовищах. Зустрічаються на висоті до 1923 м над рівнем моря. Живляться дрібними жабами, саламандрами і ящірками. Відкладають яйця.